# 劳埃德·阿普尔顿
劳埃德·阿普尔顿（英語：Lloyd Appleton，1906年2月1日—1999年3月17日），美国男子摔跤运动员。他曾代表美国参加1928年夏季奥林匹克运动会摔跤比赛，获得男子自由式次中量级银牌。